# Сент-Леджер, Энтони
Сэр Энтони Сент-Леджер из Улкомба и замка Лидс в Кенте (ирл. Sir Anthony St Leger; ок. 1496 — 16 марта 1559) — английский политик и лорд-депутат Ирландии (1540—1548, 1550—1551, 1553—1556).

## Происхождение
Старший сын Ральфа II Сент-Леджера из Улкомба в Кенте от его жены Изабель (или Элизабет) Хоут. Она была дочерью Ричарда Хоута (ум. 1487) сына Уильяма Хота и его жены Элизабет Тиррелл, вдовы сэра Роберта Дарси (ок. 1420—1469), и дочери сэра Томаса Тиррелла (ум. 1477).

## Карьера
Он получил образование за границей и в Кембриджском университете. Он быстро завоевал благосклонность английского короля Генриха VIII Тюдора (1509—1547) и в 1537 году был назначен президентом комиссии по расследованию состояния Ирландии. В ходе этой работы он получил много полезных знаний о стране. В 1539 году он был посвящен в рыцари и назначен шерифом графства Кент.

## Лорд-депутат Ирландии
7 июля 1540 года сэр Энтони был назначен лордом-заместителем Ирландии и ему было поручено подавление беспорядков. Он выступил против клана МакМорро-Кавана, который долгое время претендовал на титул короля Ленстера, позволяя им сохранить свои земли только путем принятия феодального владения по английской модели. Аналогичной политикой он требовал повиновения от О’Моров, О’Тулов и О’Коноров в Лейксе и Оффали. Примирив О’Брайенов на западе и графа Десмонда на юге, он добился принятия в ирландском парламенте в Дублине закона, который даровал титул короля Ирландии королю Англии Генриху VIII и его наследникам. Конн О’Нил, который оставался угрюмо враждебным, был вынужден подчиниться. Политика была принята и стала известна как «Капитуляция и возвращение».
Политика Энтони Сент-Леджера в целом была политикой умеренности и примирения, в большей степени, чем того хотел Генрих VIII. Он рекомендовал главу дома О’Брайен, когда тот продемонстрировал покорное расположение, на титул графа Томонда. О’Нил был назначен графом Тироном. По настоянию Сент-Леджера король Генрих VIII в 1541 году учредил шесть новых ирландских пэров. Энтони Сент-Леджер утверждал, что лояльности англо-ирландской знати можно лучше достичь «маленькими подарками и честным убеждением, чем строгостью», что, по-видимому, является скрытой критикой диких методов подавления восстания Шёлкового Томаса. Политика примирения Сент-Леджера, похоже, оказалась успешной: в частности, семья Планкеттов, получившая титул барона Лаута, стала стойкими лоялистами английской короны , как и семья Фитцпатриков, получившая титул барона Верхнего Оссори. Барнаби Фицпатрик, 2-й барон Аппер-Оссори, вырос при дворе короля Генриха VIII и был любимым другом детства сына и преемника Генриха VIII, Эдуарда VI.
В 1544 году король Англии Генрих VIII назначил его рыцарем Подвязки.
В провинции Манстер был учрежден административный совет, а в 1544 году был собран набор ирландских солдат для службы в войнах Генриха VIII. Личное влияние Энтони Сент-Леджера было подтверждено вспышкой волнений, когда он посетил Англию в 1544 году, и быстрым восстановлением порядка по его возвращению несколько месяцев спустя. Сент-Леджер сохранил свой пост при короле Эдуарде VI Тюдоре (1547—1553) и снова эффективно подавил попытки восстания со стороны О’Коноров и О’Бирнов. С 1548 по 1550 год сэр Энтони Сент-Леджер находился в Англии и вернулся в Ирландию с поручением провести реформированную литургию на этом острове. Его примирительные методы привели к его отзыву летом 1551 года. После восшествия на престол королевы Марии Тюдор (1553—1558) он снова был назначен лордом-заместителем в октябре 1553 года, но обвинение в хранении фальшивых отчетов заставило правительство в третий раз отправить его в отставку в 1556 году. Он умер, пока обвинение ещё расследовалось, и к этому времени, в 1559 году, он был избран членом парламента от Кента.

## Персонаж
Энтони Сен-Леджер, кажется, был сварливым и непопулярным человеком; конечно, он был в очень плохих отношениях с другими ведущими фигурами в администрации Дублина, особенно с Джоном Аланом, лордом-канцлером Ирландии, и Джорджем Брауном, архиепископом Дублина. После жалоб Сент-Леджера Джон Алан был отстранен от должности, и хотя позже он был восстановлен в должности, двое мужчин сочли невозможным работать вместе. Архиепископ Джордж Браун обвинил Энтони Сент-Леджера в предательских словах, назвав Алана своим источником, но обвинение ни к чему не привело, когда Алан, что удивительно, отказался подтвердить сообщение. Когда Сент-Леджер передал высшее военное командование Джеймсу Батлеру, 9-му графу Ормонду, союзники Джона Алана обвинили его в том, что он умышленно сделал это, чтобы поставить под угрозу жизнь графа Ормонда. Загадочная смерть Ормонда от отравления в Лондоне в 1546 году вместе с 16 членами его семьи, когда он отправился на ужин во дворец Эли, была, по крайней мере, чрезвычайно удобной для Сент-Леджера, хотя реальных доказательств того, что он был виноват, нет. Подозрение сохранялось, поскольку надлежащего расследования смерти графа Ормонда не было проведено, несмотря на богатство и социальное положение графа Ормонда.

## Землевладения

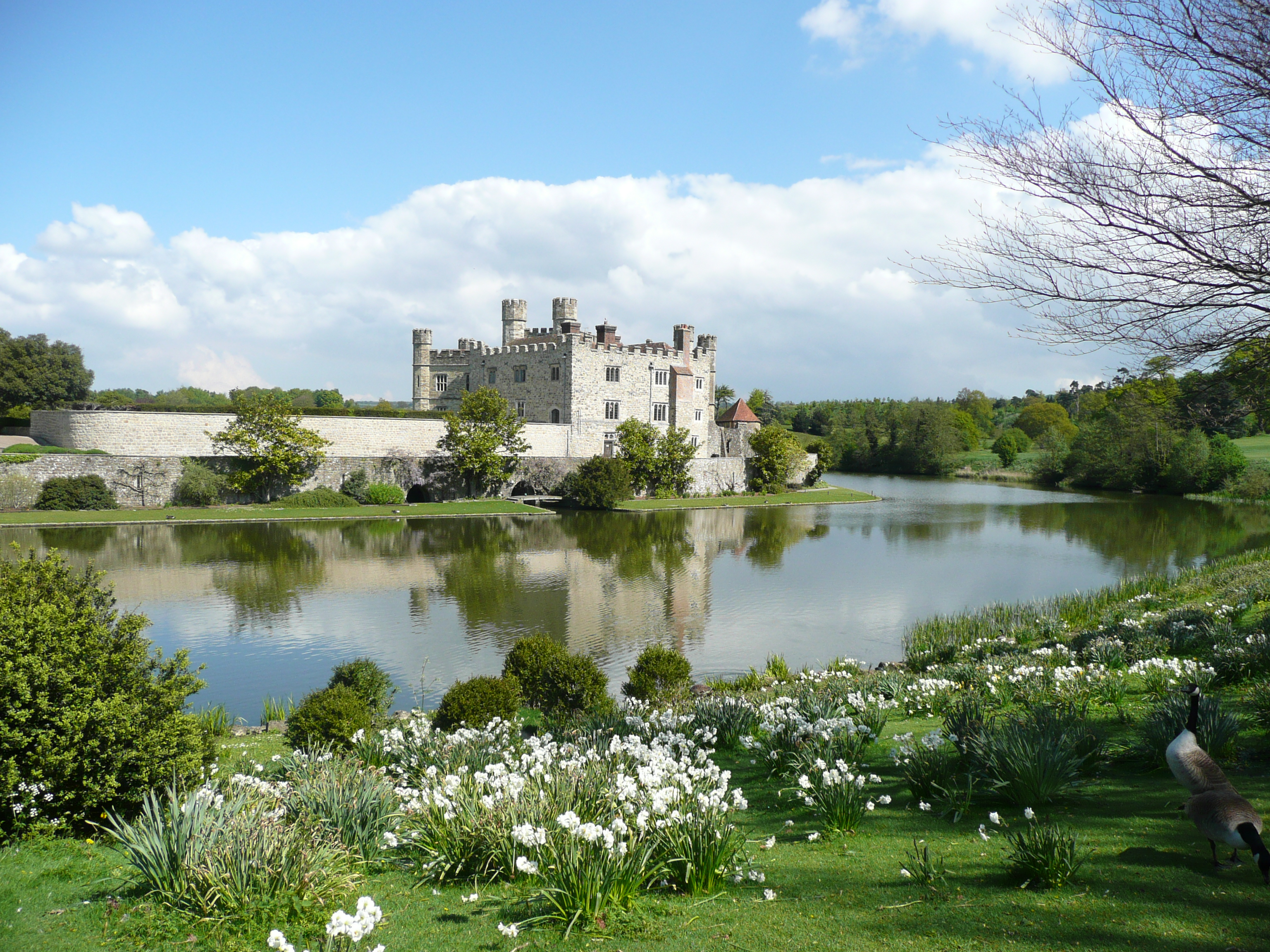
Замок Лидс в Кенте, подаренный сэру Энтони Сент-Леджеру в 1552 году.

Помимо унаследования отцовского поместья Улкомб, резиденции семьи Сент-Леджер с XI века, в 1552 году он получил во владение замок Лидс в Кенте, владельцем которого был его дед Ральф I Сент-Леджер (ум. 1470), констебль.

## Брак и потомство
Энтони Сент-Леджер женился на Агнес Уорхэм, дочери сэра Хью Уорхэма из Кройдона и Мэрион, дочери Джеффри Колля и племяннице Уильяма Уорхэма, архиепископа Кентерберийского. От Агнес у него было как минимум пять сыновей и две дочери, в том числе:
- Уильям Сент-Леджер, который умер раньше своего отца, хотя и оставил сына сэра Уорхэма Сент-Леджера (1560—1600), чьим собственным сыном был Уильям Сент-Леджер (1586—1642), лорд-президент Манстера.
- Уорхэм Сент-Леджер[англ.] (ок. 1525—1597)